# البلدة القديمة (القدس)

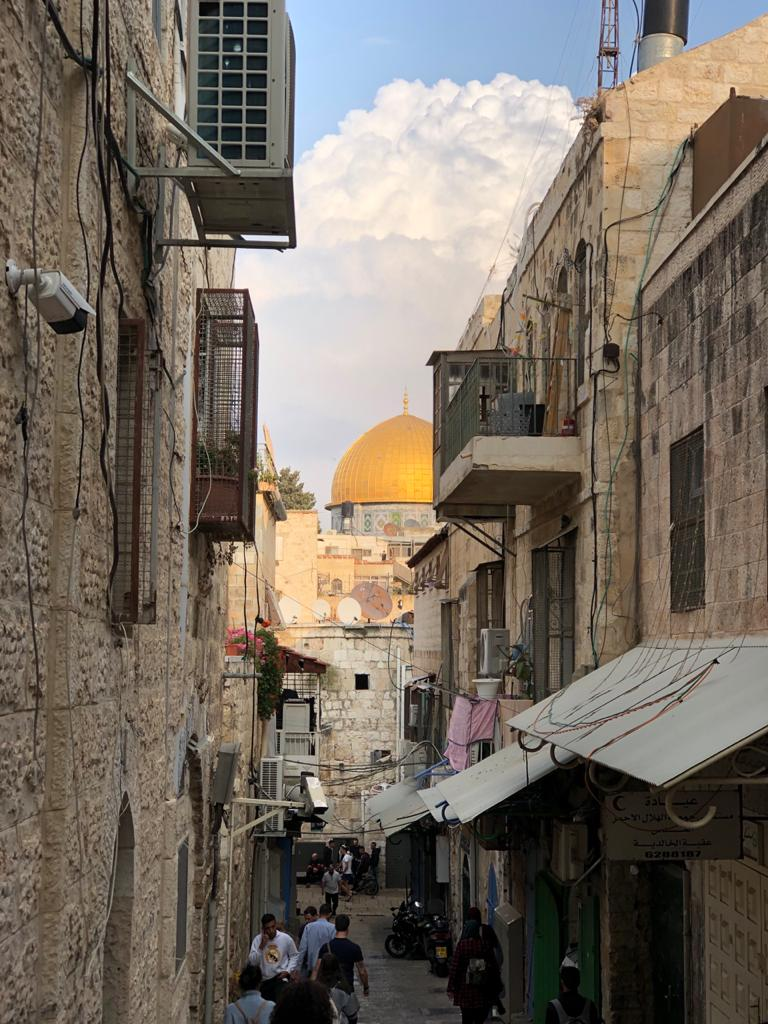
قبة الصخرة من البلدة القديمة

البلدة القديمة في القدس أو القدس القديمة هي مركز مدينة القدس، وهي المنطقة المحاطة بسور سليمان القانوني. مساحتها 0.9 كيلومتر مربع وترتفع 750 متراً عن سطح البحر.
لهذه البلدة أهمية دينية كبيرة للديانات السماوية ففيها المسجد الأقصى ومسجد قبة الصخرة اللذان يحظيان بمكانة دينية كبيرة لدى المسلمين، وكذلك كنيسة القيامة لدى المسيحيين، وجبل الهيكل والجدار الغربي لليهود، وقد تم ضمّها إلى قائمة التراث العالمي لليونسكو في عام 1981.
بنيت أسوارها الحالية في عهد السلطان العثماني سليمان القانوني بين عامي 1535م و1542م، وبلع تعداد سكانها حوالي 37 ألف عام 2007، معظمهم من المسلمين والمسيحيين.
بلغ عدد المسلمين القاطنين فيها حوالي 27,500 عام 2006م، بزيادة حوالي 17 ألف عن تعداد عام 1967م، وتجاوز تعدادهم 30 ألفاً في عام 2013م، كما بلغ تعداد المسيحيين فيها حوالي 5,681 عام 2006م، في حين كان تعدادهم عام 1967 حوالي 6 آلاف مسيحي أي أن عددهم قد نقص، أما الأرمن فقد بلغ عددهم حوالي 790 أرمني عام 2006م، و500 أرميني عام 2011م أي أن عددهم الآخر قد نقص، وكذلك بلغ تعداد اليهود 3,089 عام 2006م، علماً أنه لم يكن لهم وجود قبل حرب الأيام الستة عام 1967م لأن القوات العربية الأردنية التي سيطرت بعد حرب عام 1948م على الضفة الغربية بما فيها البلدة القديمة كانت قد أجبرتهم على الخروج منها.
بعد حرب عام 1948م، ألحقت القدس بالأردن وتم طرد كل السكان اليهود منها، وخلال حرب الأيام الستة عام 1967م التي شهدت حروبا ومعارك طاحنة بالقدس، استولت القوات الإسرائيلية على البلدة القديمة وكل القدس الشرقية، وتم ضمها إلى الجزء الغربي المحتل من عام 1948م، واليوم، تسيطر الحكومة الإسرائيلية على كل البلدة القديمة وتعتبرها من مناطق عاصمتها، كما وأصدرت السلطات الإسرائيلية عام 1980م قانون القدس والذي أعلنت فيه أن القدس هي عاصمة إسرائيل «الكاملة والموحدة»، ونتيجة لذلك أصدر مجلس الأمن التابع للأمم المتحدة قرار رقم 478 الذي أدان فيه محاولة إسرائيل السيطرة على القدس الشرقية التي تعتبر وفقاً للمجتمع الدولي في الوقت الحالي تابعة للدولة الفلسطينية.

## تاريخ البلدة القديمة

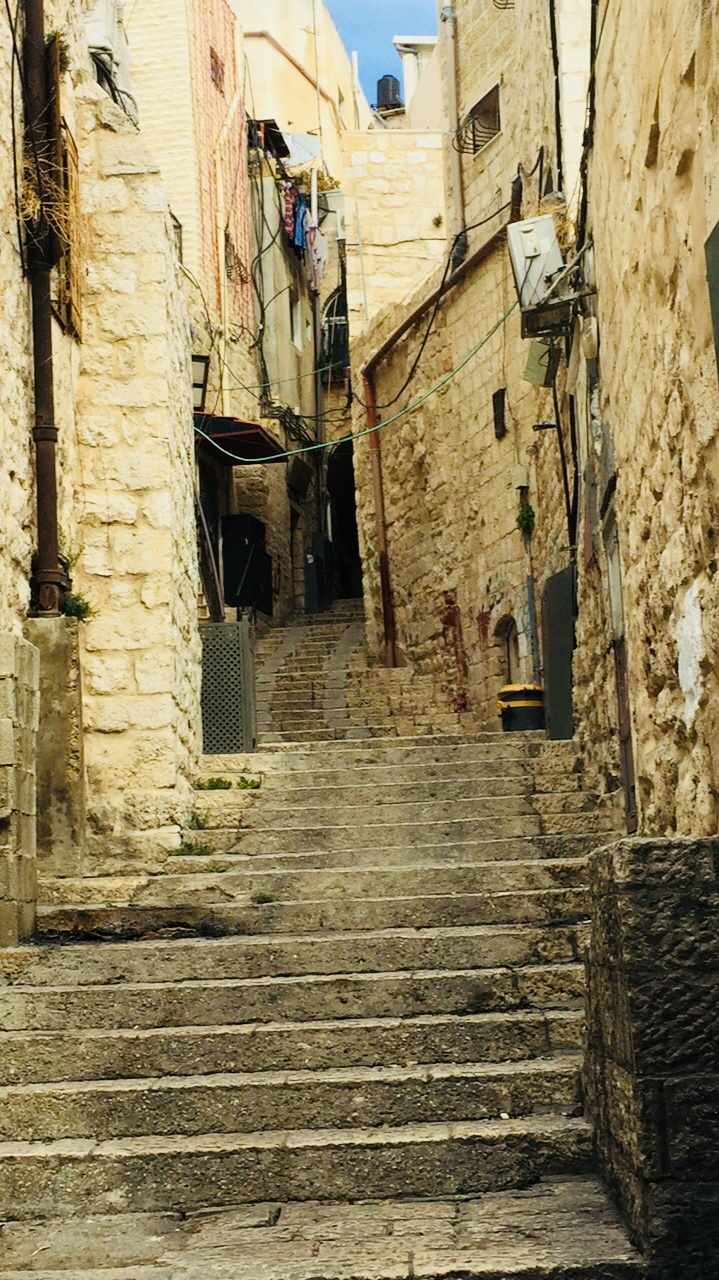
طرقات البلدة القديمة

وفقاً لكتاب التوراة المقدس، قبل أن يغزو الملك داود القدس في القرن الحادي عشر ق.م، كانت المدينة موطناً لليبوسيين. يصف الكتاب المقدس المدينة بأنها كانت محصّنة بسور قويّ، وقد أكد علم الآثار والمكتشفات في تلك المنطقة هذه الحقيقة، ويسمّي الكتاب المقدس المدينة التي حُكِمت من قبل الملك داود والتي كانت تقع جنوبي شرق أسوار البلدة القديمة خارج باب المغاربة بمدينة داود. وقد ورد في الكتاب المقدس، أن الملك سليمان بن داود وسّع أسوار البلدة لتضمّ الهيكل وجبل الهيكل.
توسعت المدينة غرباً بشكل كبير بعد الهدم الآشوري لمملكة إسرائيل الشمالية، حيث نتج عن ذلك تدفّقٌ لللّاجئين، قام نبوخذ نصر بهدمها عام 586 ق.م، وأعيد بناؤها على نطاق أصغر في العهد الفارسي حوالي عام 440 ق.م عندما قاد نحميا اليهود الذين عادوا من النفي البابلي وفقاً للكتاب المقدّس. إضافة إلى ذلك، بنى هيرودوس الأول ما يسمى بالسور الثاني حول المدينة، وفي 41-44 م، بدأ أغريباس الأول ملك يهوذا ببناء ما يسمى «السورالثالث» حول الضواحي الشمالية. وقد دمّرت المدينة مرة ثانية بأكملها على يد الرومان عام 70 م.
أعاد الإمبراطور الروماني هادريان بناء الجزء الشمالي من المدينة قرابة عام 130م، وسمّاها باسم إيليا كابيتولينا. خلال الفترة البيزنطية توسعت القدس جنوباً وأحيطت بالأسوار مرة أخرى.
استولى المسلمون على القدس من البيزنطيين في القرن السابع الميلادي وتحديدا في 637م بقيادة الخليفة الثاني للمسلمين عمر بن الخطاب، والذي عمل على ضمها للدولة العربية الإسلامية. أعطى عمر بن الخطاب سكان القدس الأمان بعد أن حاصرها، ورحب صفرونيوس الذي كان بطريرك الكنيسة اليونانية الأرذوكسية في القدس تلك الفترة بعمر بن الخطاب، وذلك لأنه يقال حسب نبوءات في الكتاب المقدس في القدس أن هنالك «رجلاً فقيراً ولكنه عادل وقوي» سيبرز ليكون حامياًوحليفاً لمسيحيي القدس، آمن صفرونيوس أن عمر -المحارب العظيم الذي أخذ بحال من التقشف- هو تحقيق تلك النبوءة، وبحسب بطريرك الإسكندرية سعيد بن البطريق يقال بأن عمر قد زار كنيسة القيامة وجلس في ساحتها. وعندما جاء موعد الصلاة، غادر الكنيسة وصلى خارجها، حتى يتجنب أن تأتي أجيال المسلمين القادمة فتتخذ من صلاتها في الكنيسة ذريعة لتحويلها إلى مسجد. أضاف سعيد بن البطريق أن عمر كتب مرسوماً وسلمه إلى بطريرك القدس، يحظر فيه تجمع المسلمين للصلاة في هذا المكان.

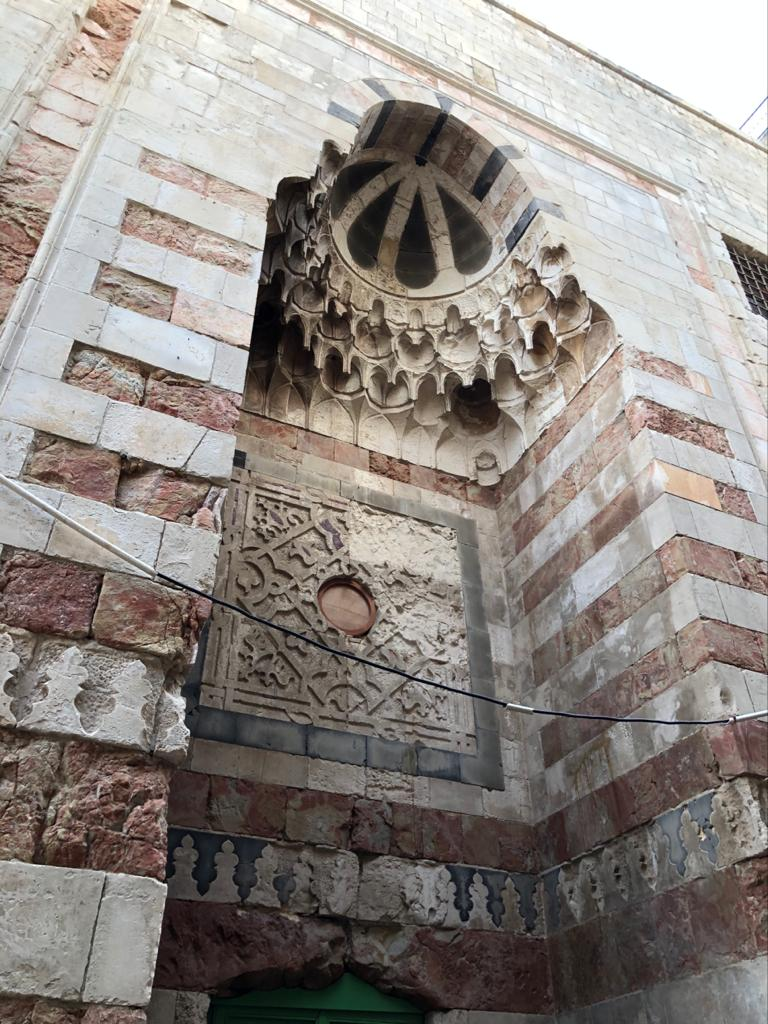
الفن المعماري الاسلامي

في عام 1099م، استولى الجيش الصليبي الغربي القادم مع الحملة الصليبية الأولى على القدس، وبقيت في أيديهم حتى استعادها المسلمون العرب بقيادة صلاح الدين الأيوبي في 2 أكتوبر 1187م، استدعى صلاح الدين اليهود وأعطاهم الحرية ليسكنوا المدينة مرة أخرى. وفي عام 1219م، هدم سلطان دمشق المعظّم عيسى بن العادل أسوار البلدة. وتم توقيع معاهدة مع مصر في عام 1229م استولى بموجبها الإمبراطور الروماني فريدريك الثاني على القدس، وفي عام 1239م، بدأ فريدريك بإعادة بناء الأسوار، ولكن داود أمير الكرك في ذلك الوقت هدمها مجددا.

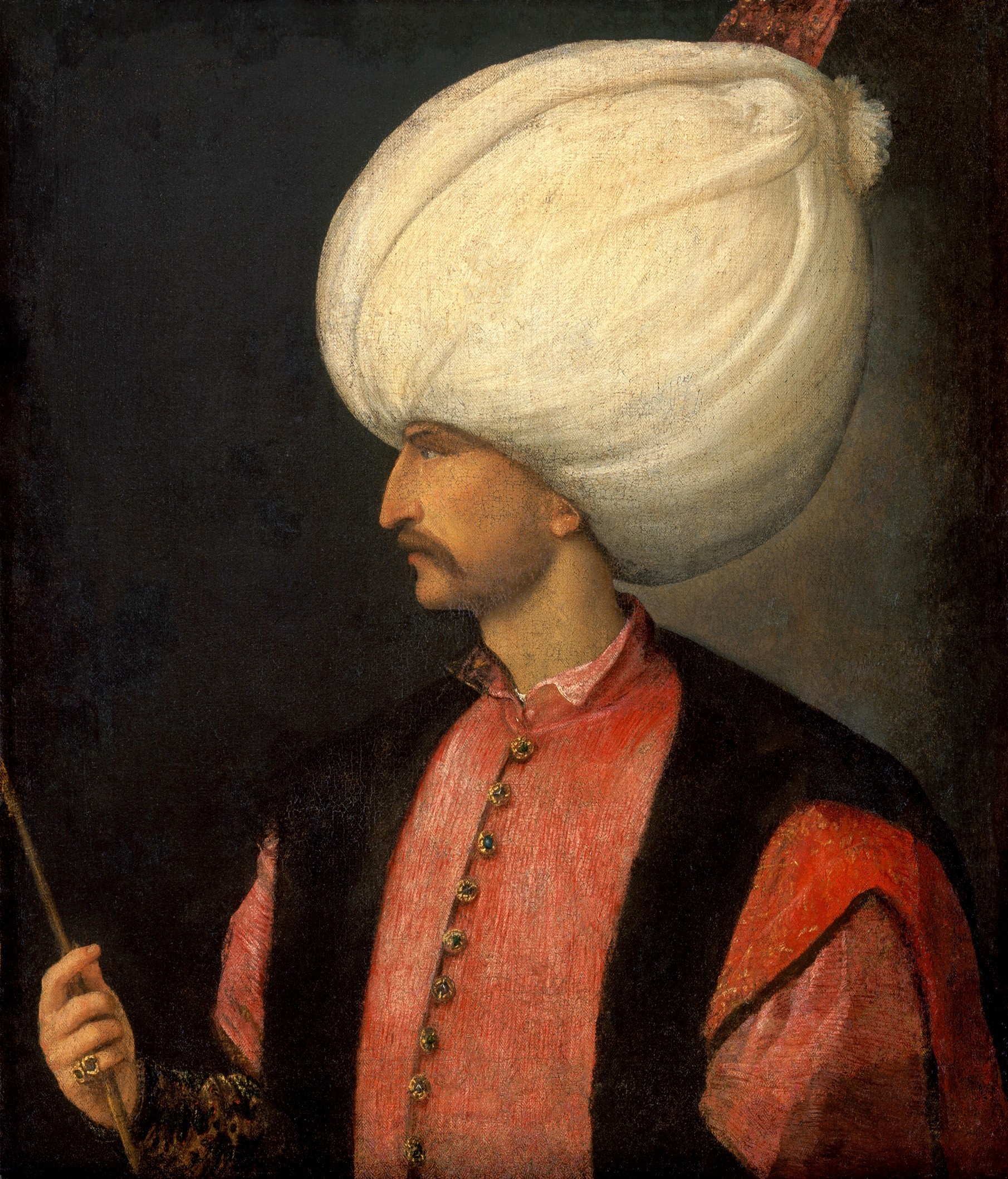
سليمان القانوني

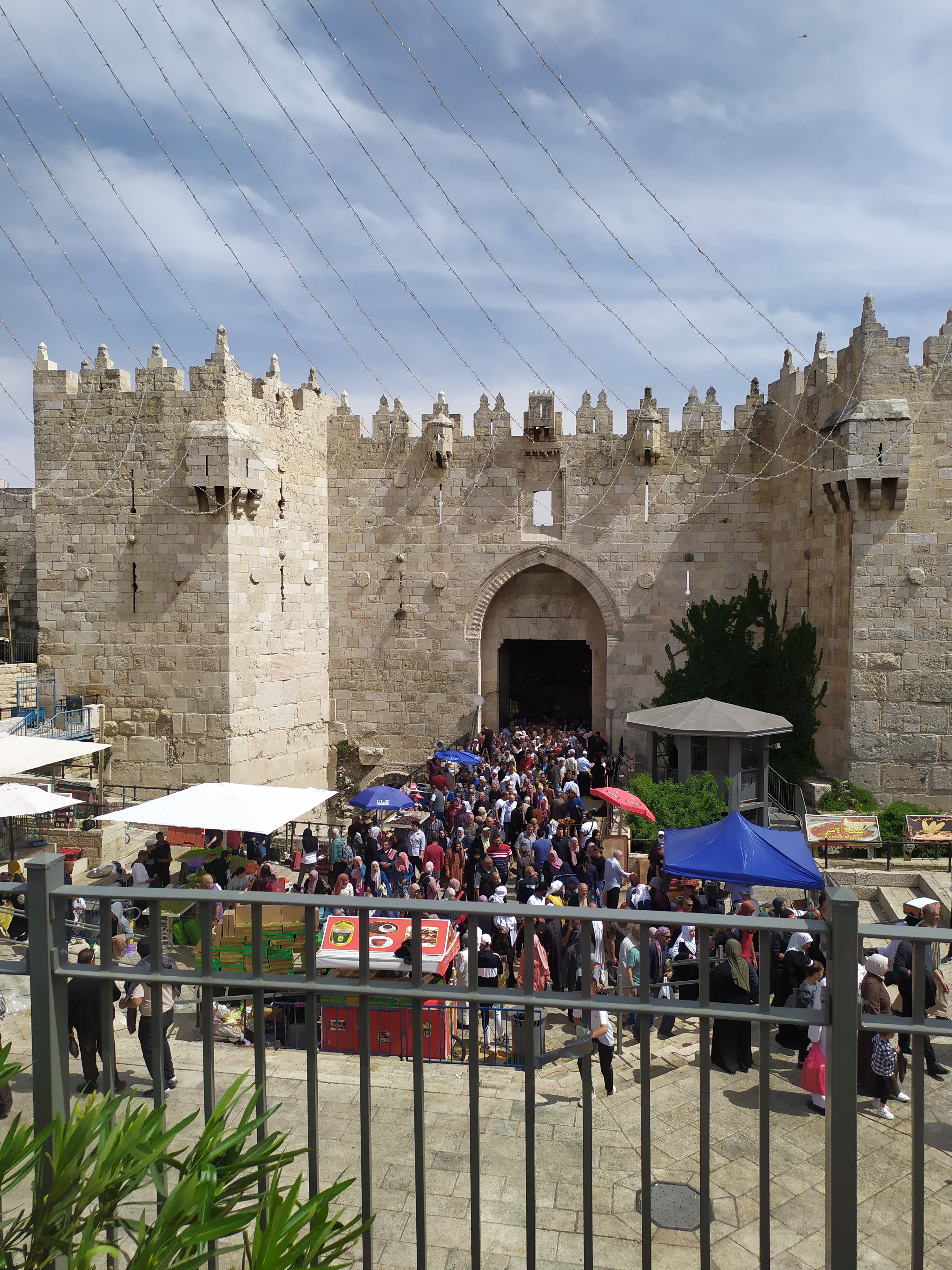
باب العامود، أحد أهم المعالم وأبواب البلدة القديمة في القدس

بنيت الجدران الحالية للبلدة القديمة في الفترة ما بين عامي 1535م و1542م إبان الدولة العثمانية تحت حكم السلطان العثماني سليمان القانوني، تمتد الجدران لمسافة 4.5كم تقريبا (2.8 ميل)، وارتفاعها يتراوح ما بين 5 و 15 متراً (16.4-49 قدم)، ويبلغ سمكها 3أمتار (10 أقدام) عند قاعدة الجدار. يبلغ عدد أبراج سور البلدة القديمة 35 برجاً، معظمها (15 برج) في الجدار الشمالي التي كانت المنطقة الأكثر عرضة للخطر. وكان جدار سليمان يحتوي على 6 بوابات، وقد تم إضافة البوابة الجديدة السابعة في عام 1887م، تم إغلاق العديد من البوابات القديمة على مر القرون، وتم إعادة بناء البوابة الذهبية لأول مرة وتركها مفتوحة من قبل المهندسين المعماريين التابعين لسليمان، على أن يتم إغلاقها لفترة وجيزة في وقت لاحق. تم افتتاح البوابة الجديدة في الجدار المحيط بحارة النصارى خلال القرن التاسع عشر. وأعيد فتح بابين ثانويين في الآونة الأخيرة على الجانب الجنوبي الشرقي من أسوار المدينة.
في عام 1980م، اقترحت الأردن إدراج البلدة القديمة كموقع للتراث العالمي لليونسكو، وبالفعل تمت إضافتها إلى القائمة في عام 1981م، وفي عام 1982، طلبت الأردن إضافتها إلى قائمة التراث العالمي المعرض للخطر وواجهت معارضة من حكومة الولايات المتحدة، مشيرة إلى أن الحكومة الأردنية ليس لديها أي موقف لتقديم مثل هذا الترشيح، وأن موافقة الحكومة الإسرائيلية ستكون مطلوبة لأنها تسيطر فعليا على القدس. وفي عام 2011م، أصدرت اليونسكو بيانا أعادت فيه تأكيد وجهة نظرها بأن القدس الشرقية «جزء من الأرض الفلسطينية المحتلة، وأن مركز القدس يجب أن يحل في مفاوضات الوضع الدائم».

## أحياء وحارات البلدة القديمة

### حارة النصارى

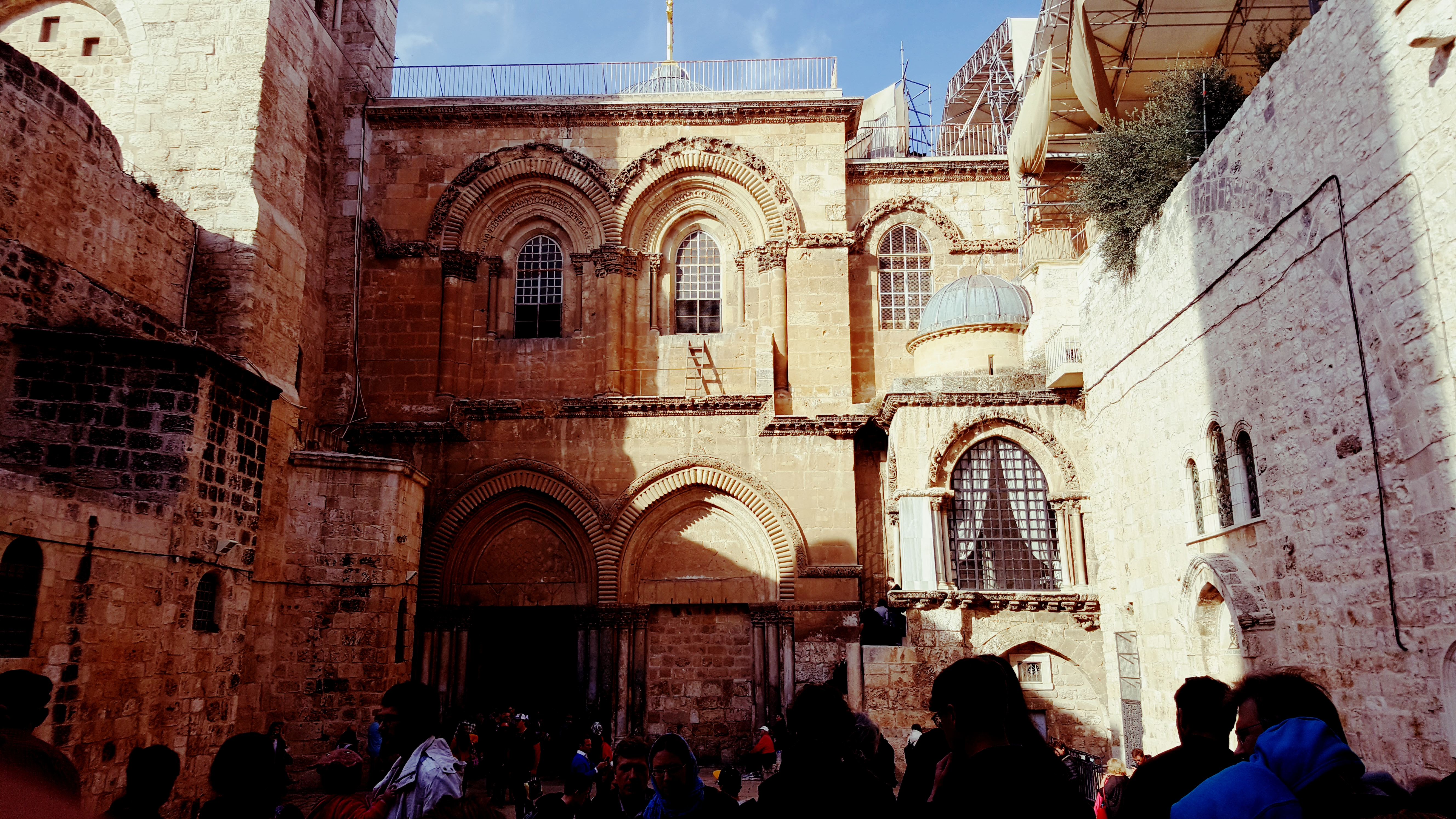
كنيسة القيامة

تقع حارة النصارى في الزاوية الشمالية الغربية من البلدة القديمة، ويمتد على طول الجدار من البوابة الجديدة في الشمال الغربي للمدينة القديمة إلى باب الخليل، يقع الجدار الغربي في الجنوب بالنسبة لباب الخليل محاذياً للأحياء اليهودية والأرمنية وباب العامود في الشرق الذي يقع على الحدود مع الحي الإسلامي، حيث أنها تمتد من درج باب خان الزيت وسط السوق، وحتى باب الخليل غرباً، وسويقة علون من جهة الجنوب. توجد كنيسة القيامة التي تعتبر من أقدس الأماكن المسيحية في هذا الحيّ ويقابلها مسجد عمر بن الخطاب. وسميت حارة النصارى لأن أغلب سكانها من النصارى. وعلى الرغم من تسميتها بحارة النصارى، إلا أن أصحاب الدكاكين فيها غالبيتهم من المسلمين.

### حي المسلمين

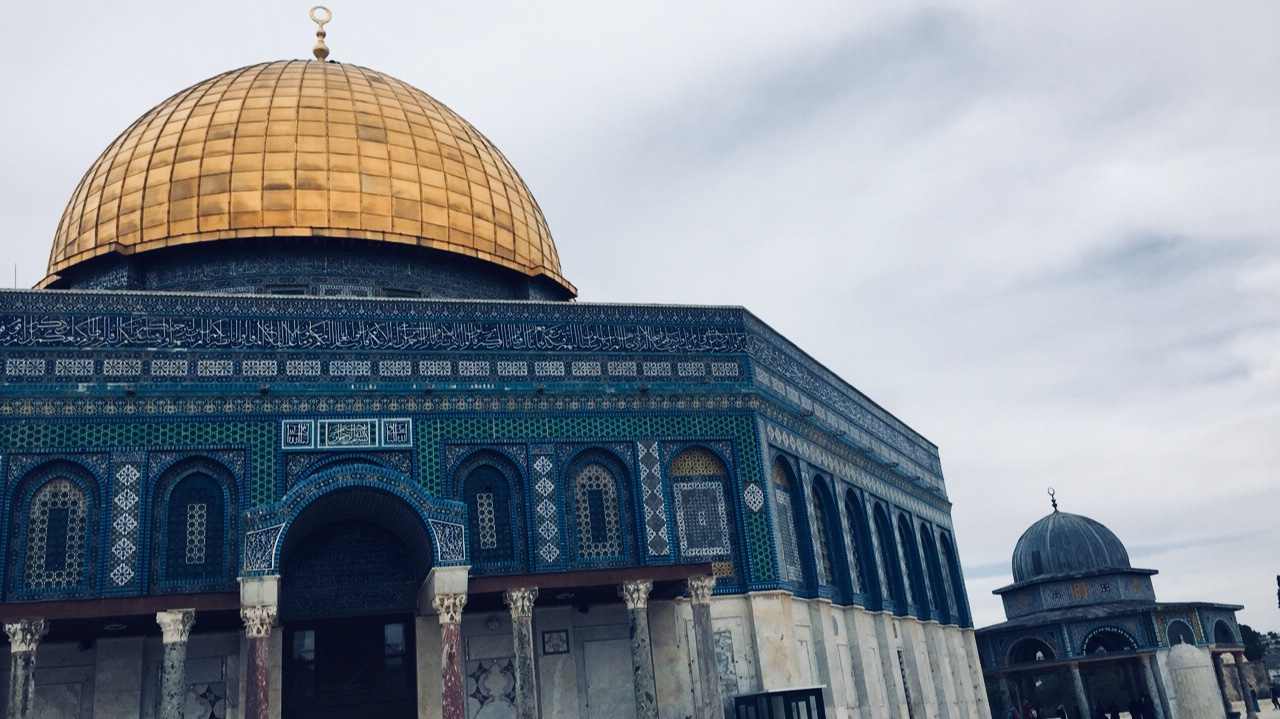
مسجد قبة الصخرة

الحي الإسلامي (أو يطلق عليه حارَة المُسلِمين)، أحد الأحياء الأربعة بالبلدة القديمة لمدنية القدس. الاحياء الثلاثة الأخرى هي حارة النصارى، حارة الأرمن، بالإضافة إلى حارة المغاربة / حارة اليهود. ويعتبر بأنه الحيّ الأكبر والأكثر اكتظاظا بالسكان من بين الأحياء الأربعة، ويقع في الزاوية الشمالية الشرقية من البلدة القديمة، ويمتد من باب الأسباط في الشرق على طول الجدار الشمالي للمسجد الأقصى في الجنوب إلى باب العامود. بلغ عدد سكانه 22 ألف نسمة في عام 2005م، سكن الحي الإسلامي والأحياء الأخرى مزيج من المسلمين والمسيحيين واليهود وظلّ المشهد كذلك حتى ثورة البراق عام 1929، واليوم هناك العديد من منازل المستوطنين الإسرائيليين في الحي الإسلامي.

### حارة الأرمن
حارة الأرمن (بالأرمنية:Հայկական Թաղամաս) يعدّ أصغر حيّ في البلدة القديمة، وعلى الرغم من أن الأرمن مسيحيون إلا أن الحي الأرمني يختلف عن الحي المسيحي، وكذلك على الرغم من صغر حجم هذا الحيّ وقلّة عدد سكانه إلا أنّ الأرمن وبطريركتهم لا يزالون مستقلين بشكل قوي ويشكلون تواجداً قويّاً في البلدة القديمة، بعد الحرب العربية الاسرائيلية عام 1948م، أصبحت الأحياء الأربعة للمدينة تحت السيطرة الأردنية. ويتطلب القانون الأردني من الأرمن والمسيحيين الآخرين إعطاء وقت متساو للكتاب المقدس والقرآن في المدارس المسيحية الخاصة، وكذلك تقييد ممتلكات الكنيسة، وفي حرب الستة أيام عام 1967م وبعد العثور على قنبلتين غير منفجرتين داخل الدير الأرمني، أصبحت تُذكر هذه الحادثة على أنها معجزة، واليوم يعيش أكثر من 3000 أرمني في القدس، منهم 500 أرمني في الحي الأرمني، وبعضهم مقيمون مؤقتون يدرسون في المعهد أو يعملون كموظفين في الكنيسة، وتملك البطريركية الأرض في هذا الحيّ، فضلا عن الممتلكات القيمة في القدس الغربية وأماكن أخرى. في عام 1975م، أُنشئت مدرسة دينية لاهوتية في الحي الأرمني.

### حيّ اليهود
الحي اليهودي (بالعبرية: הרובעהיהודי) يقع في القسم الجنوبي الشرقي من حائط المدينة، ويمتد من باب حارة اليهود في الجنوب، ملامساً للحي الأرمني في الغرب، على طول الكاردو (شارع روماني) إلى شارع السلسلة في الشمال ويمتد شرقاً إلى الجدار الغربي والمسجد الأقصى.
يمتلك الحي تاريخا غنيّاً وحافلاً، حيث تواجد فيه اليهود في عدّة فترات طويلة منذ القرن الثامن ق.م.، وفي عام 1948م، كان عدد السكان حوالي ألفي يهودي محاصرين، وأجبروا على الرحيل الجماعي وتم نهب الحي بالكامل من قبل القوات العربية خلال معركة القدس وتم تدمير المعابد القديمة، بقي الحي اليهودي تحت الحكم الأردني إلى أن تم إعادة الاستيلاء عليه من قبل لواء المظليين الإسرائيلي في حرب الأيام الستة عام 1967م، وبعد عدة أيام، أمرت السلطات الإسرائيلية بهدم الحي المغربي المجاور، وتهجير جميع السكان قسراً، من أجل تسهيل الوصول إلى الجدار الغربي. وقد تم منذ ذلك الحين إعادة بناء قسم من الحي اليهودي الذي دمر قبل عام 1967م وبلغ عدد سكانه 2348 عام 2005م، وتم إنشاء العديد من المؤسسات التعليمية الكبيرة، وتمّ الكشف عن آثار في الحيّ قبل ترميمه بإشراف عالم الآثار نهمان أفيغاد من الجامعة العبرية، وشكلت البقايا الأثرية سلسلة من المتاحف والحدائق، حيث يمكن للسياح زيارتها بالنزول اثنين أو ثلاث طبقات تحت المدينة الحالية. ويشمل الحي شارع القرائين الذي يقع عند مكان كنيس عنان بن داود.

### حيّ المغاربة
تواجد سابقاً حيٌّ مغربيٌّ صغيرٌ في البلدة القديمة، وقد تم تدميره في غضون أسبوع من نهاية حرب الأيام الستة عام 1967م من أجل منح الزوار وصولاً أفضل إلى الجدار الغربي بإنشاء ساحة الجدار الغربي، أما الأجزاء التي لم يتم تدميرها من الحي المغربي فقد أصبحت الآن جزءاً من الحي اليهوديّ.، وتقع هذه الحارة في جنوب شرق البلدة القديمة لمدينة القدس، بجوار حائط البراق. في 6 يونيو 1967, خلال حرب الأيام الستة، احتل الجيش الإسرائيلي الجزء الشرقي من مدينة القدس، وعند نهاية الحرب، وخلال ساعات قليلة دمرت إسرائيل حارة المغاربة، مرتكبة مجزرة أثرية ومعمارية وإنسانية في المكان، وشمل ذلك 138 بناية، من بينها، جامع البراق، وجامع المغاربة، وكذلك المدرسة الأفضلية، الزاوية الفخرية، ومقام الشيخ؛ لإقامة ساحة لاستقبال مئات الآلاف من اليهود الذين جاؤوا لأداء الصلاة.

## أسواق البلدة القديمة

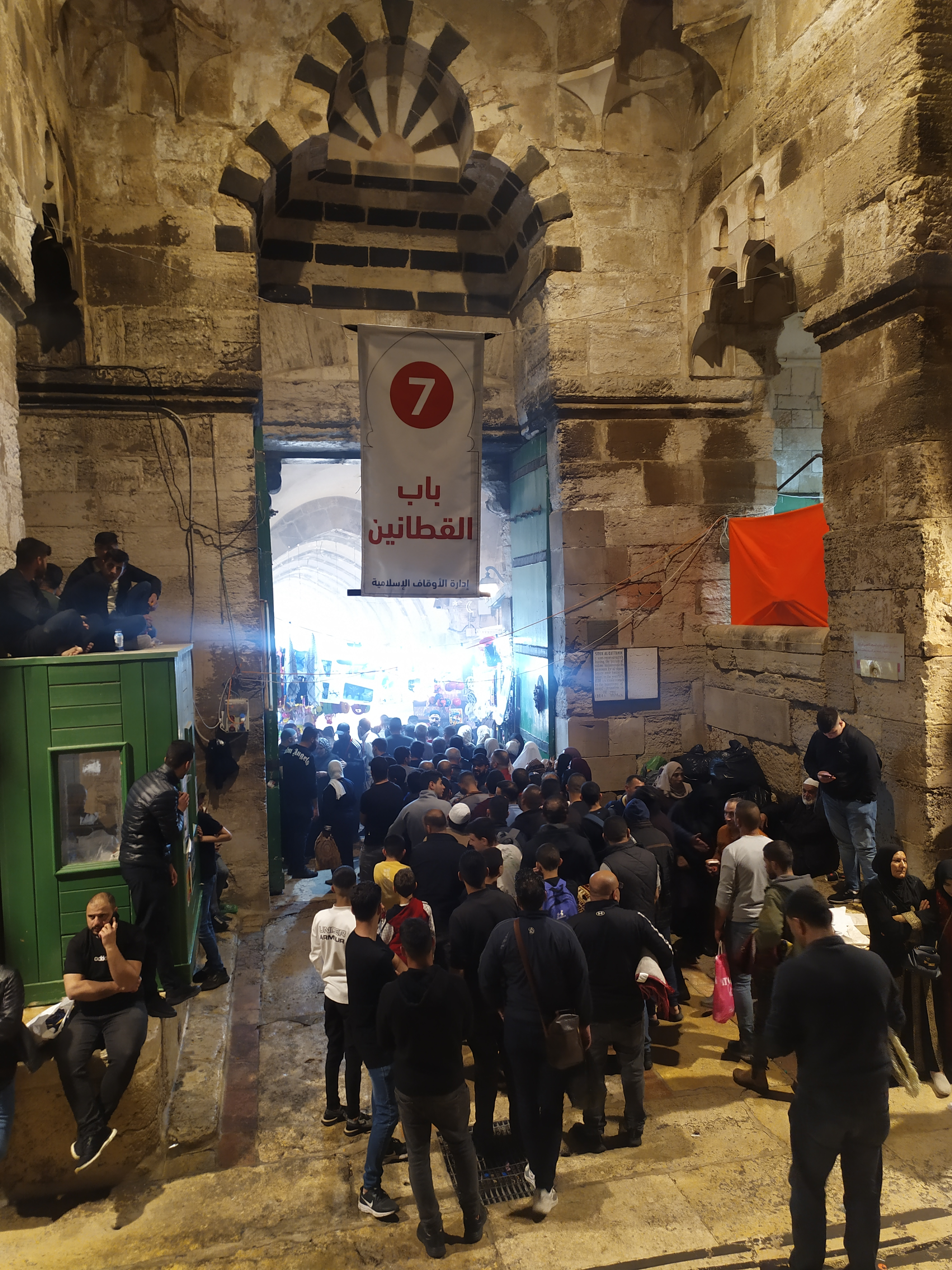
باب وسوق القطانين في البلدة القديمة في القدس

- سوق باب خان الزيت
- باب وسوق القطانين في البلدة القديمة في القدس سوق القطانين
- سوق العطارين
- سوق الخواجات أو السوق الشرقي
- سوق اللحامين (النحاسين)
- سوق الدباغة
- سوق أفتيموس
- سوق البازار
- سوق الباشورة
- سوق باب السلسلة
- سويقة علون
- سويقة باب العامود
- سوق طريق الواد
- سوق الحصر
- سوق الباب الجديد
- سوق طريق الالام
- سوق حارة النصارى
- سوق خان السلطان

## البوابات
اتبعت أسوار المدينة مخططات مختلفة خلال فترات الحكم المختلفة لمدينة القدس وكان لها عدد متفاوت من البوابات، ففي عهد مملكة القدس الصليبية على سبيل المثال، كان للقدس أربع بوابات، واحدة على كل جانب، وقد تم بناء الجدران الحالية في عهد الدولة العثمانية تحت حكم السلطان سليمان القانوني وكانت مزوّدة بست بوابات، وقد تركت العديد من البوابات القديمة التي كانت مسورة قبل وصول العثمانيين كما كانت، أما بالنسبة للبوابة الذهبية المغلقة سابقاً، في البداية قام سليمان بفتحها وإعادة بنائها، ولكن بعد ذلك أغلقها مرة أخرى.
ارتفع عدد البوابات القابلة للاستخدام إلى سبعة بوابات بعد إضافة البوابة الجديدة السابعة في عام 1887م. أما البوابات المقفلة فتتكون من أربع بوابات تاريخية قديمة تم الحفاظ عليها جزئيا على الأقل وهي البوابة الذهبية المزدوجة في الجدار الشرقي، والبوابات المفردة والمزدوجة والثلاثية في الجدار الجنوبي، كما واكتشف علماء الآثار بوابات عديدة أخرى منها بوابة إيسينس على جبل صهيون، وحتى عام 1887م، كان يتم إغلاق كل البوابات قبل غروب الشمس وفتحها عند شروق الشمس. وكما هو مبين في الجدول أدناه، عرفت البوابات بمجموعة متنوعة من الأسماء المستخدمة في فترات تاريخية مختلفة ومجتمعات مختلفة.

### البوابات المفتوحة

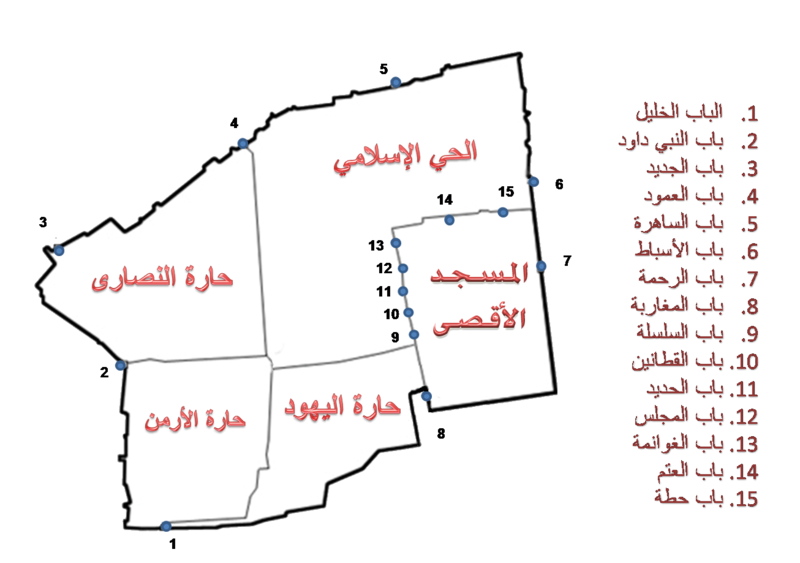
بوابات القدس
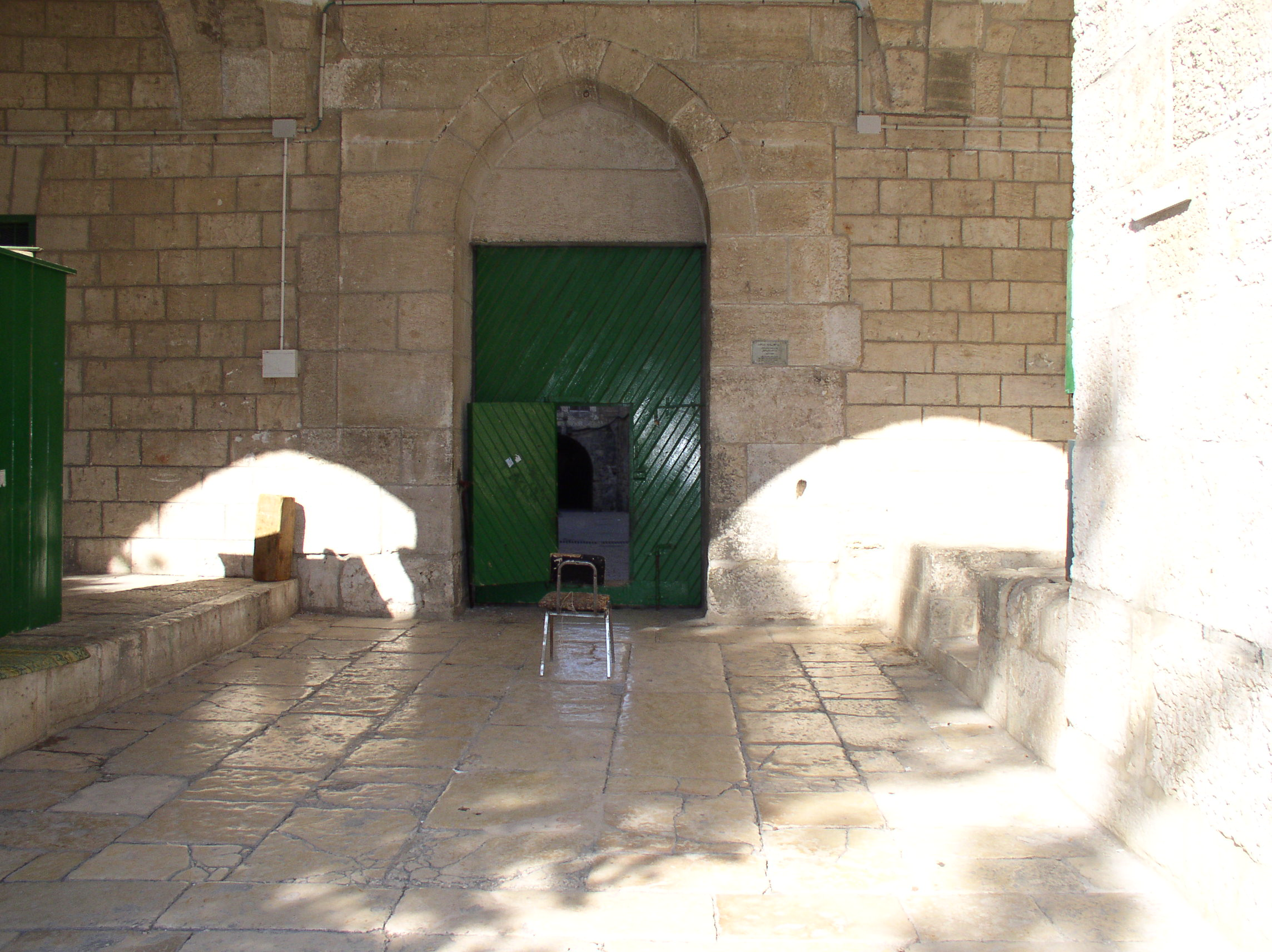
باب الحديد
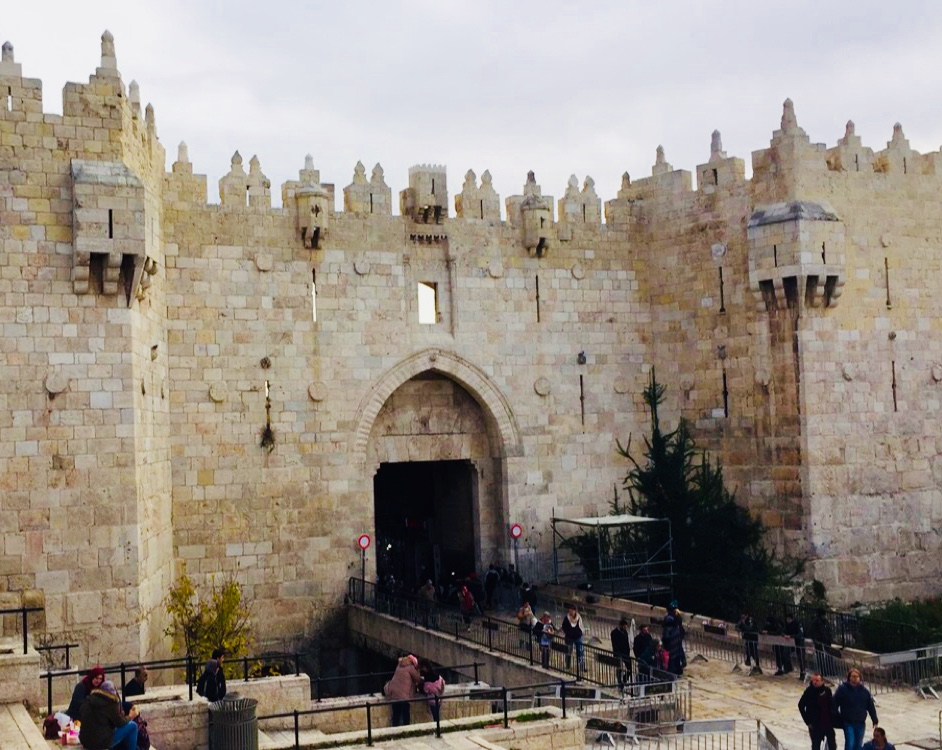
باب العامود
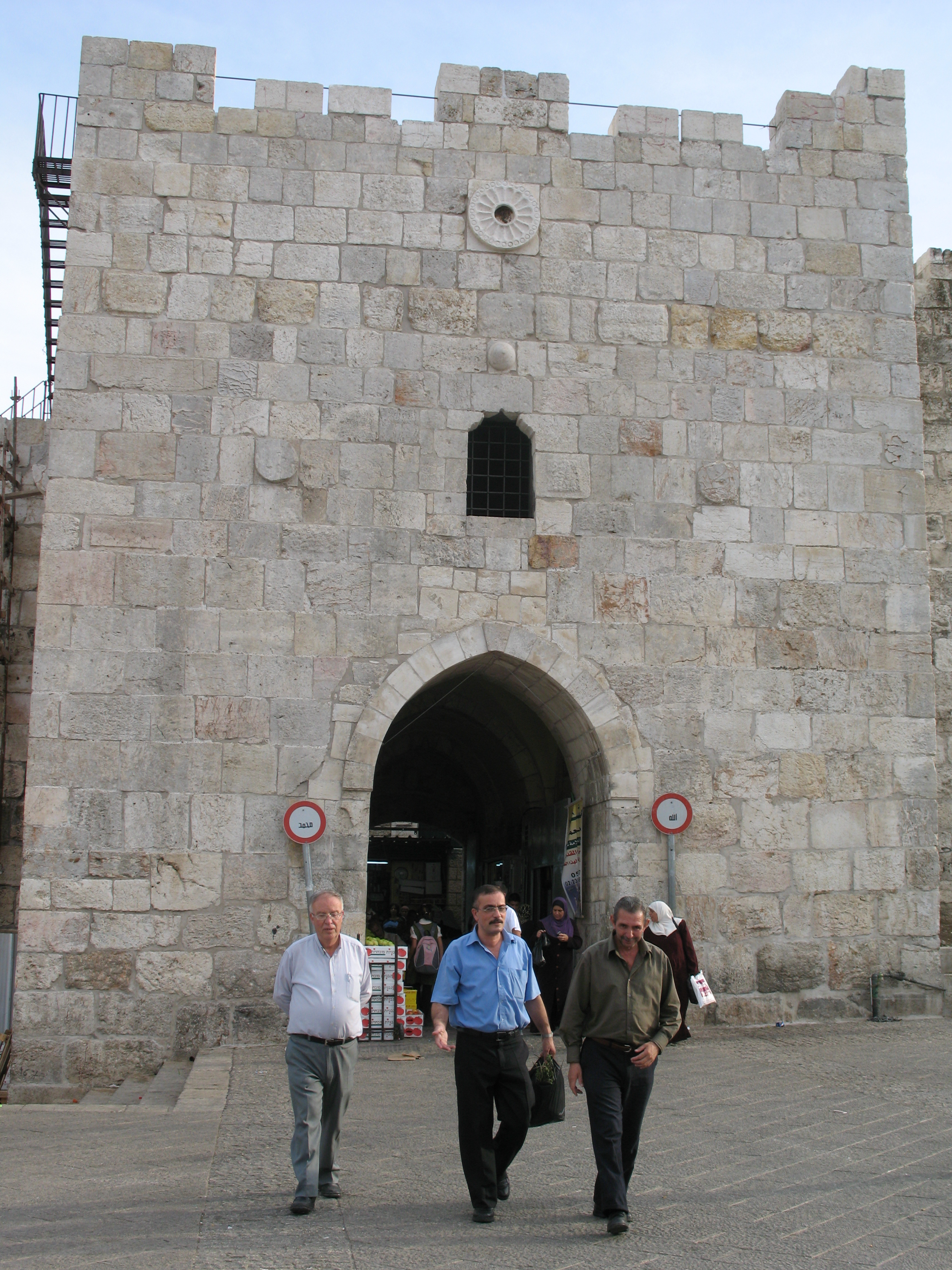
باب الساهرة
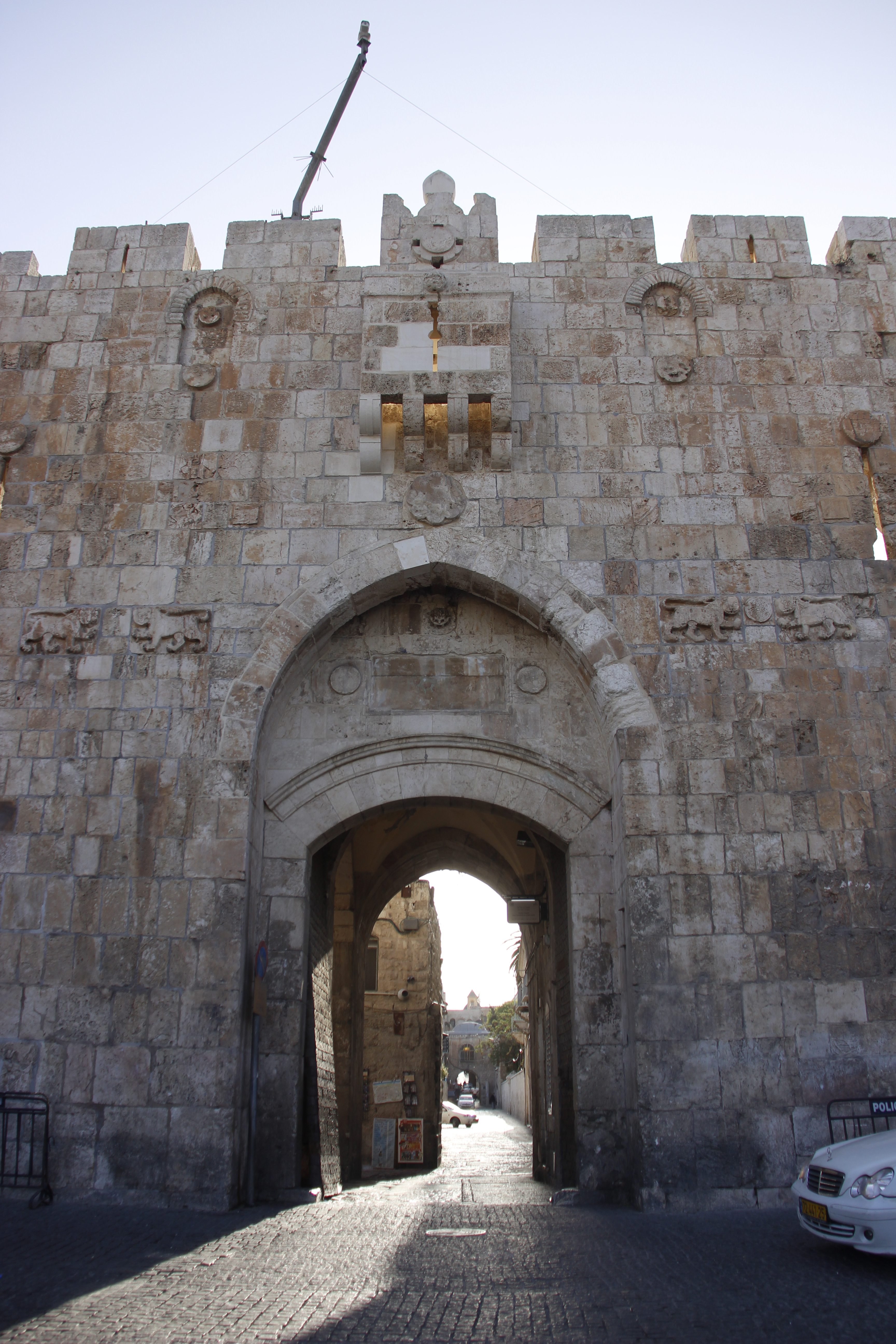
باب الأسباط
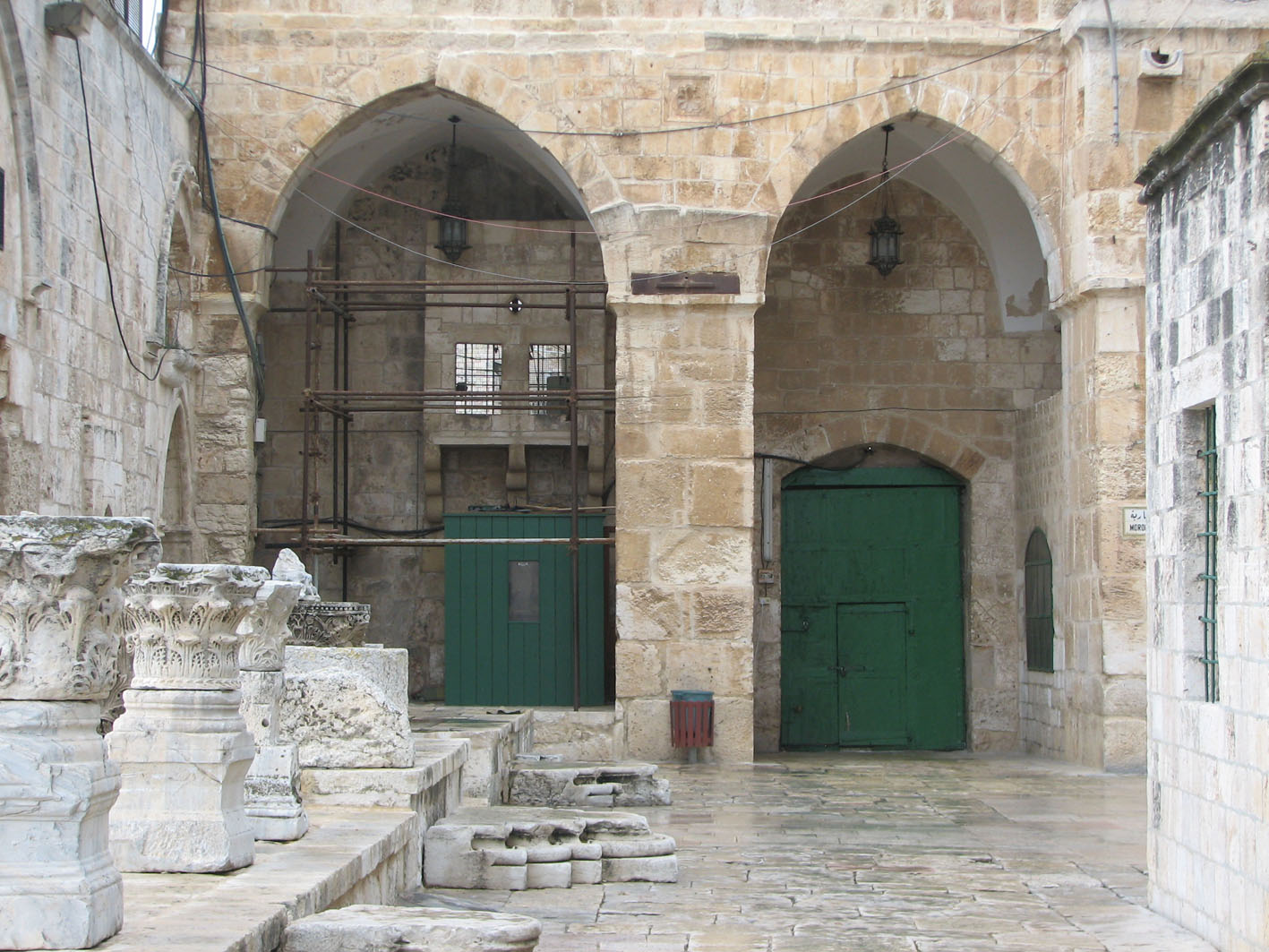
باب المغاربة
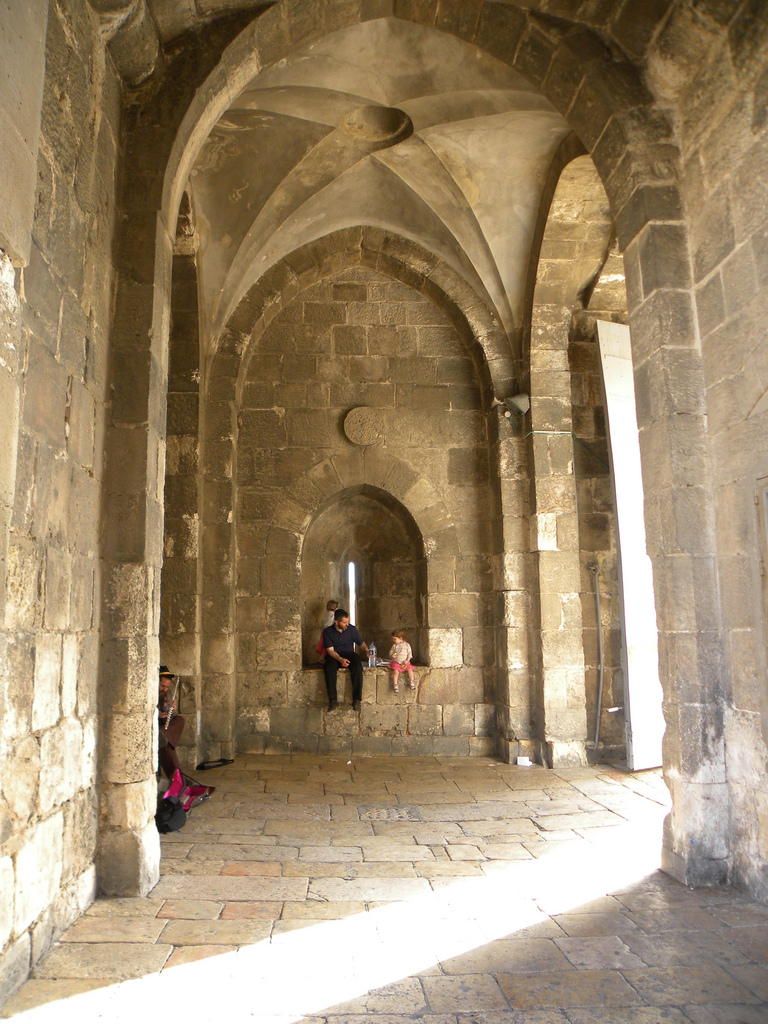
باب النبي داود
- باب الخليل

| باللغة العربية       | باللغة العبرية         | باللغة الإنجليزية | أسماء بديلة                         | سنة البناء | الموقع                             |
| الباب الجديد (القدس) | هاشعر هاحدش השער החדש  | New Gate          | باب عبد الحميد                      | 1887م      | الناحية الشمالية الغربية من السور  |
| باب العامود          | شاعر شخام שער שכם      | Damascus Gate     | باب دمشق، باب نابلس                 | 1537م      | في منتصف الحائط الشمالي لسور القدس |
| باب الساهرة          | شاعر هبرحيم שער הפרחים | Herod’s Gate      | باب الورد، باب الغنم، باب هيرودس    | 1875م      | إلى الجانب الشمالي من سور القدس    |
| باب الأسباط          | شاعر هاريوت שער האריות | Lions’ Gate       | باب "ستي مريم"، بوابة القديس ستيفان | 1538-39م   | في الحائط الشرقي                   |
| باب المغاربة         | شاعر هاشفوت שער האשפות | Dung Gate         | بوابة سلوان                         | 1538-40م   | في الحائط الجنوبي لسور القدس       |
| باب النبي داود       | شاعر تصيون שער ציון    | Zion Gate         | باب صهيون                           | 1540م      | في منتصف الحائط الجنوبي لسور القدس |
| باب الخليل           | شاعر يافو שער יפו      | Jaffa Gate        | باب يافا، باب داود                  | 1530-40م   | في الحائط الغربي                   |

### البوابات المغلقة

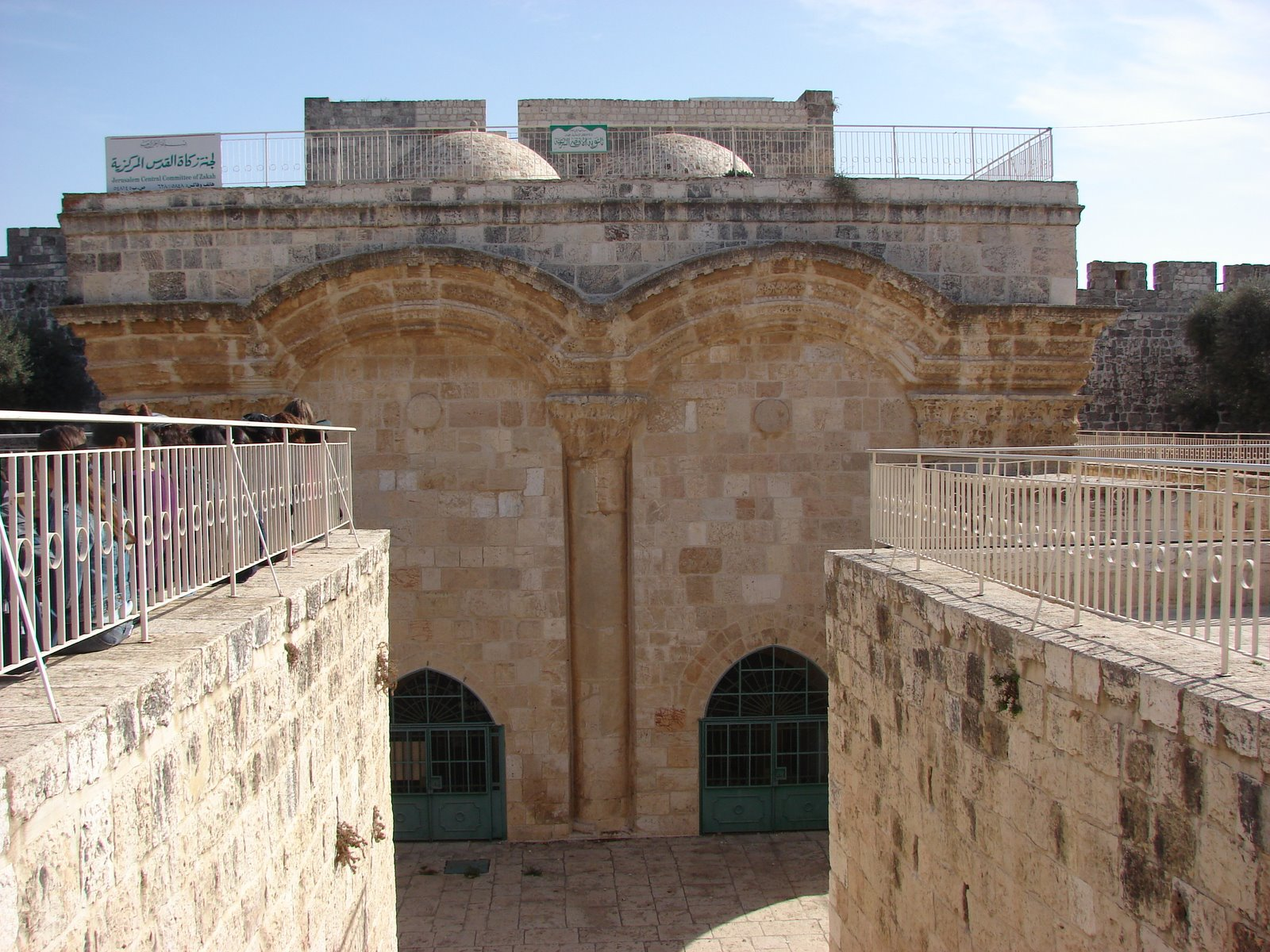
الباب الذهبي
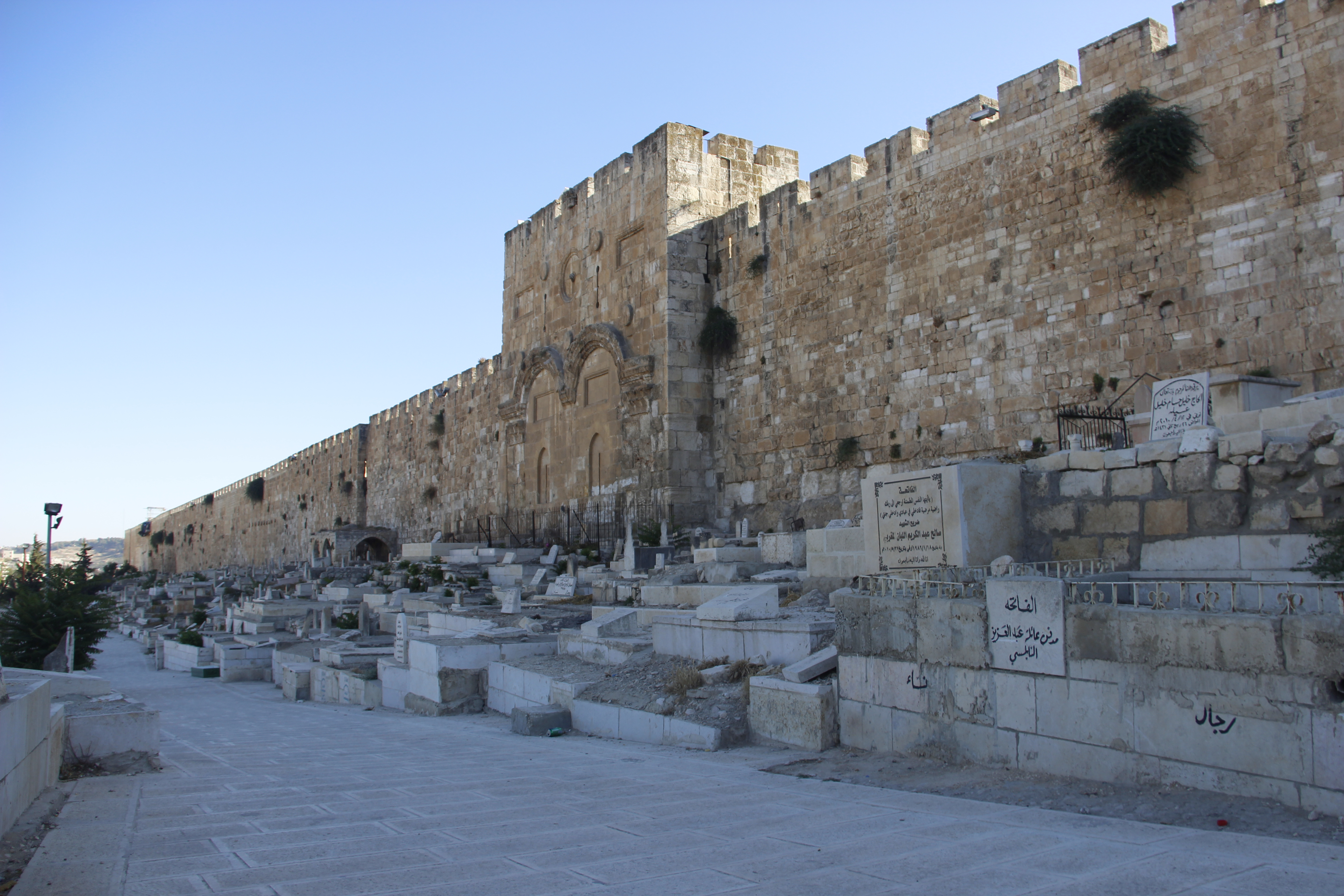
مقبرة باب الرحمة
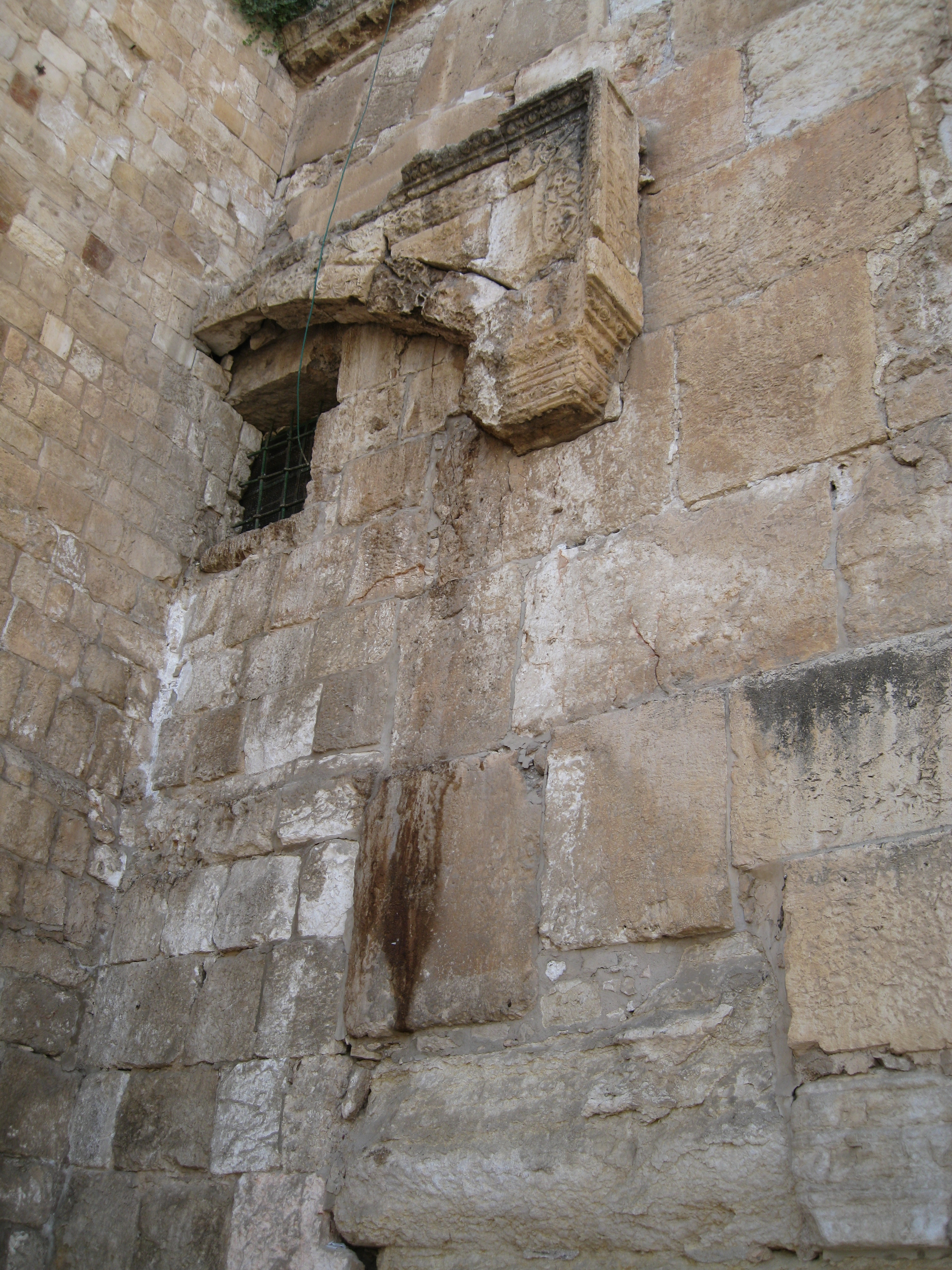
الباب المزدوج
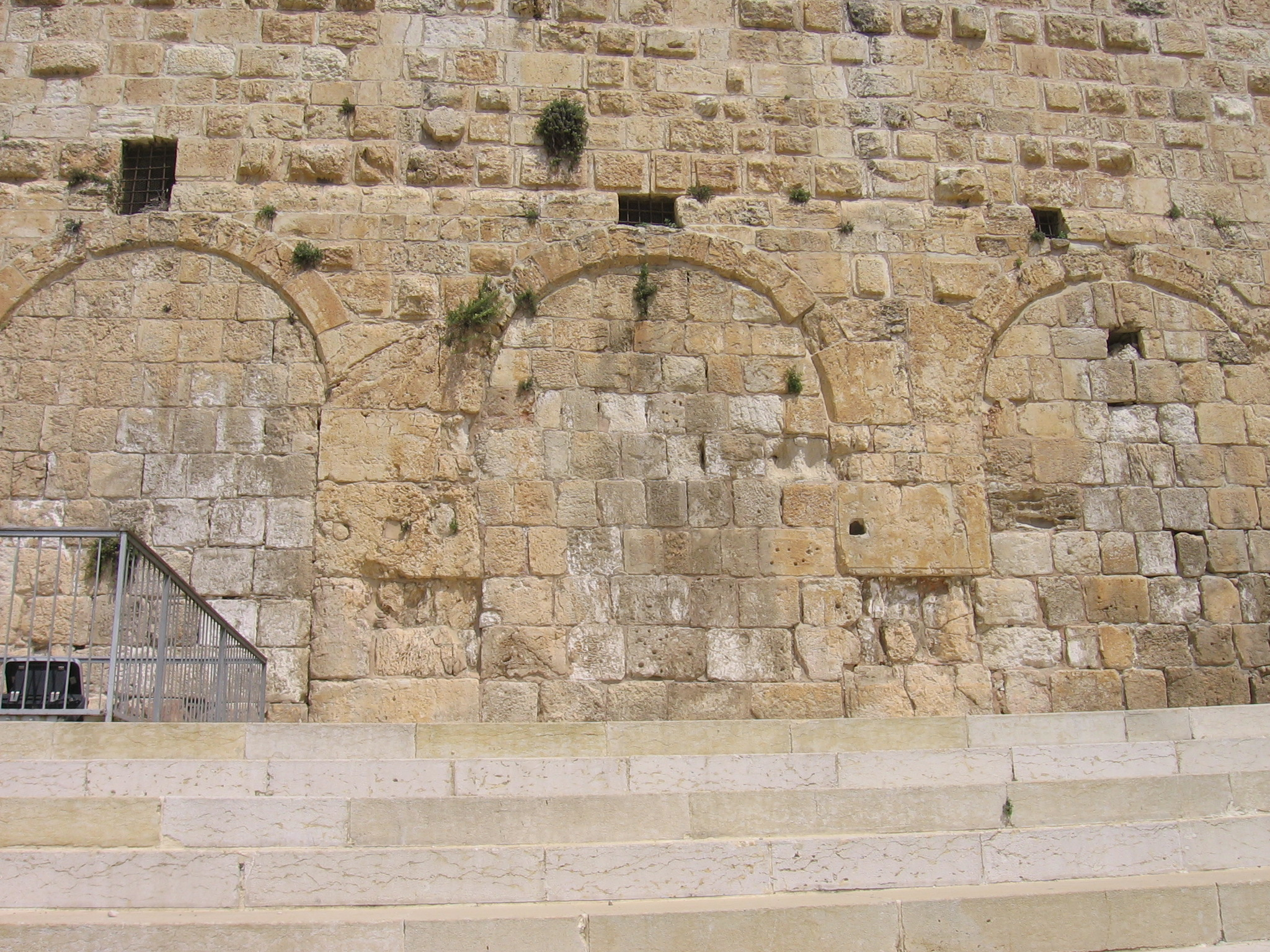
الباب المثلث

| باللغة العربية | باللغة العبرية          | باللغة الإنجليزية | فترة البناء                           | الوصف | الموقع                                |
| الباب الذهبي   | شاعر هراحميم שער הרחמים | Golden Gate       | القرن السادس ميلادي                   | هو باب مزدوج أُغلق آخر مرة سنة 1541م. وهو معروف بالعربية باسم "باب الحياة الأبدية"، وكل باب من البابين له اسم خاص فيه: · باب الرحمة - الباب الجنوبي · باب التوبة – الباب الشمالي | الجزء الشمال الشرقي                   |
| الباب المفرد   |                         | Single Gate       | زمن الخليفة الأموي عبد الملك بن مروان | هذا الباب هو الباب المؤدي إلى اسطبلات سليمان -المعروفة اليوم باسم المصلى المرواني- تحت ساحات الحرم القدسي الشريف                                                                | في الحائط الجنوبي للحرم القدسي الشريف |
| الباب المزدوج  |                         | Double Gate       | زمن الخليفة الأموي عبد الملك بن مروان | يتألف من قوسين، وهو مغطى جزئياً من قبل عمارة العصور الوسطى | في الحائط الجنوبي للحرم القدسي الشريف |
| الباب المثلث   |                         | Triple Gate       | زمن الخليفة الأموي عبد الملك بن مروان | يتألف من ثلاثة أقواس، وهو معروف أيضاً بباب النبي | في الحائط الجنوبي للحرم القدسي الشريف |

**يطلق الصهاينة اسم أبواب هولدا (שערי חולדה, '(Sha'arei Hulda)) على الباب المزدوج والباب المثلث.